# フランチェスコ・ロッカ
フランチェスコ・ロッカ（Francesco Rocca，1954年8月2日 - ）は、イタリア・ラツィオ州ローマ県サン・ヴィート・ロマーノ出身の元サッカー選手、サッカー指導者。ポジションはディフェンダー。ASローマで現役時代を過ごし、2度のコッパ・イタリア制覇を経験した。2008年から2011年までU-20イタリア代表の監督を務めた。また、ソウルオリンピックでは監督としてイタリア代表を4位に導いた。

## 選手経歴

### クラブ
ローマの近郊にあるサン・ヴィート・ロマーノで生まれ、1972年から1981年までASローマ一筋でプレーした。セリエAでの141試合を含め、ローマでは163試合に出場し、コッパ・イタリアを2度優勝した。しかし、セリエAを優勝することはできなかった。
26歳で重傷を負い、現役引退を余儀なくされた。

### 代表
1974年から1976年までイタリア代表として18試合に出場。1976年5月のアメリカ戦で、代表での唯一となるゴールを挙げた。

## 指導者経歴
監督として出場したソウルオリンピックでは4位となった。また、U-19イタリア代表監督として、UEFA U-19欧州選手権2008を準優勝した。この大会後、U-20イタリア代表監督となり、2009 FIFA U-20ワールドカップに出場した。
2012年、ASローマの殿堂入りに選出された。

## 人物・エピソード
スピードと仕事量、エネルギー、サイドバックでの耐久性から「カワサキ(日本のバイクメーカー)」の愛称が付けられた。

## タイトル

### クラブ
ASローマ
- コッパ・イタリア：2回 (1979-80,1980-81)

### 個人
- ASローマ殿堂：2012[5]